# Hangö Segelförening

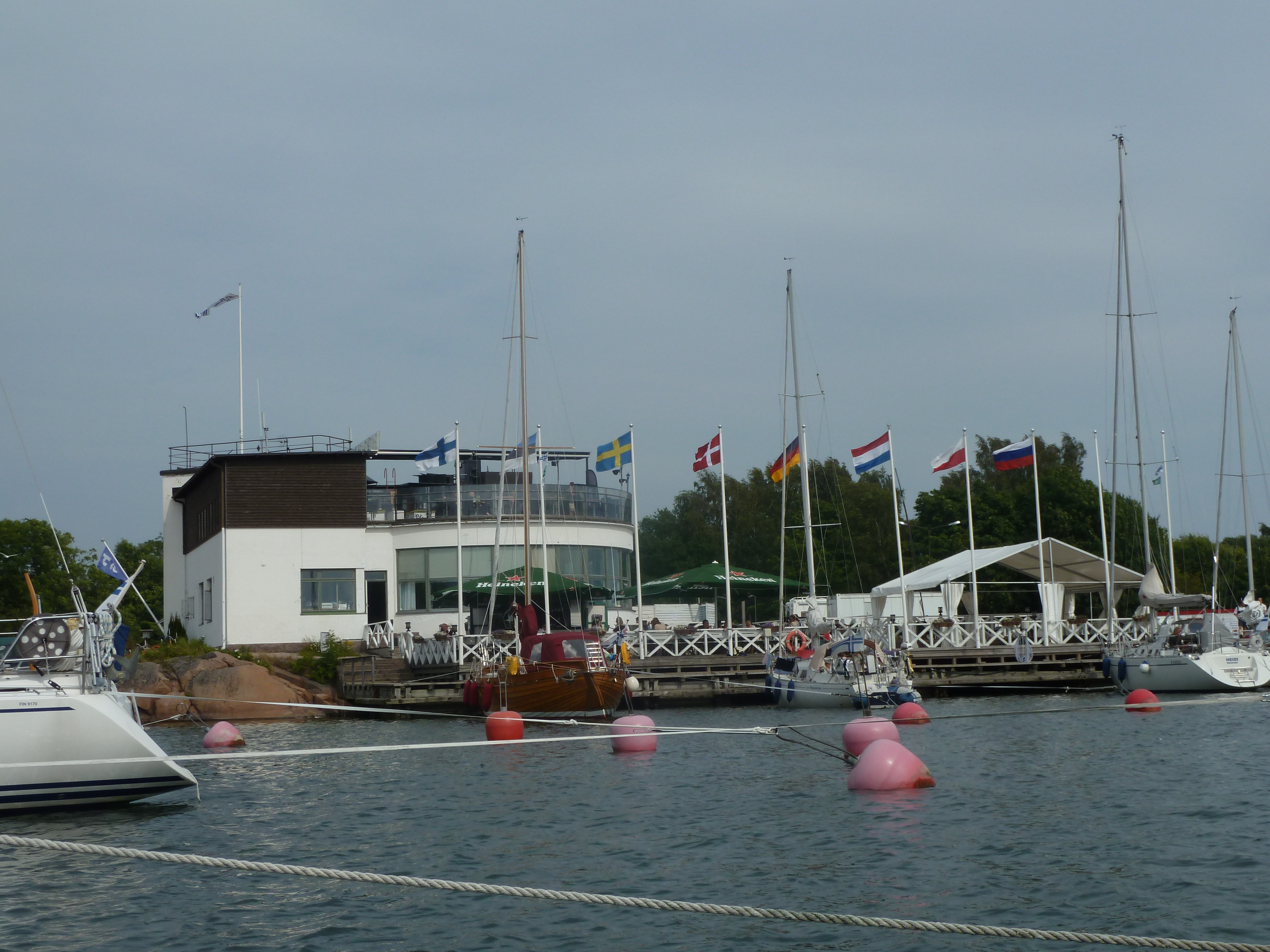
HSF:s paviljong

Hangö segelförening r.f. (HSF) är en finlandssvensk (tvåspråkig) segelförening baserad i Hangö, Finland.

## Historia

### Åren 1906-1956
1903 samlades seglingsintresserade i Bellevue i Hangö, för att grunda en segelförening. Hangö Segelförenings stadgar godkändes 3 mars 1905. Föreningen grundades dock officiellt först när flaggan godkändes av Rysslands marinminister 10 mars 1906. 
Under de första åren utgjorde eskadersegling den huvudsakliga verksamheten. Från 1910 började HSF arrangera regattor, som fortsättning på de traditioner som uppkommit på 1880- och 1890-talet, att samla landets seglarvärld i Hangö en gång i året.  
24-27 juli 1919 arrangerade HSF sin första större kappsegling. 73 yachter anmälde sig till denna regatta. Finlands Seglarförbundets segelvecka var förlagd till Hangö år 1919, 1922, 1926 och 1928. Under Hangöregattan år 1926 deltog cirka 60 båtar, varav 14 hörde till sexmetersklassen. Starterna för seglingarna förlades till Lill-Märaskär, där HSF hade uppfört en startpaviljong. 
21 juli 1931 var KSSS:s sjötåg med cirka 40 segelbåtar i Hangö. 1934 förlades Finlands Seglarförbundets segelvecka till Hangö igen och HSF arrangerade regattan i samarbete med ESS från Ekenäs. Under den sista fredssommaren var Finlands Seglarförbundets segelvecka i Hangö igen och då deltog 54 båtar i regattan. 
13 mars 1940 utrymdes Hangö och båtarna släpades till Wättlax i Bromarv. HSF:s verksamhet fortsatte tillfälligt i Helsingfors. Föreningen erhöll ersättning för krigsförstörelsen med 139.000 mk. Inventarierna som varit i Ekenäs återhämtades, klubbrestaurangen kunde öppna igen den 3 april 1942 och årsmötet hölls i juni under eget tak igen. Efter krigen var det minfara ute vid Russarö, så föreningen kunde inte arrangera några regattor även om kriget tagit slut. 
Efter kriget inleddes regattaarrangemangen med tre föreningar, HSF, ESS och HUS som samarbetade och stod för en dag var. 1949 anlände 75 svenska båtar till Hangö i eskader. Eskadern följde en historisk färdväg i österled från Furusund, via Vänö till Hangö. Då samtidigt över 80 finska båtar kom till regattan i Hangö, uppgick antalet båtar i Östra hamnen till över 160 stycken. 
Före Olympiska sommarspelen 1952 samlades ett sjötåg från väster och Östra hamnen fylldes av cirka 100 båtar, som alla var på väg österut till Olympiaden. Regattorna 1953, 1954 och 1955 genomfördes enligt tidigare mönster och samma arrangörer. Sovjetunionen skickade sex båtar som deltog i Regattan 1955. Medlemsantalet i föreningen år 1955 var 375 personer.
Hangö Segelförenings första kommodorer var vicehäradshövding Arthur Rydman (1906-1912), Vicehäradshövding Vilhelm Westman (1912-1926), konsul Hemming Elving (1926-33) och vicehäradshövding Vilhelm Westman (1933-55). 
En jubileumsbok "HSF fyller 50 år" utgavs 1956, skriven av Hans Enok Österlund.

### Åren 1957-2006
I slutet på 1950-talet kom jolleseglingen att bli en viktig del av Hangöregattan. Förutom regattan arrangerade HSF även under perioden 1967-74 flera internationella mästerskap på hög nivå. 
1965 godkändes Snipe-jollen till Hangöregattan. 1969 kom optimistjollen med i bilden. 
Regattans traditionella plats i seglarkalendern har varit första veckoslutet i juli och under 1960 och 1970-talet växte Regattan betydligt. 1957 deltog 81 båtar, år 1963 100 båtar, år 1969 200 båtar, år 1973 330 deltagande båtar. Efter 1981 började deltagarantalet rasa. 1981 först till 245 och 1982 till 208. Under 1980 och 1990-talen höll sig deltagarantalet på en nivå av drygt 200 deltagare.  
Förutom Regattan arrangerades från och med 1957 den traditionella distanskappseglingen från Helsingfors till Hangö. 1957 deltog 74 båtar i denna kappsegling men senare föll deltagarantalet och stabiliserade sig kring 15. I mitten på 1960-talet lades distanskappseglingen ner, då intresset för havskappsegling vaknade. ASS, NJK och HSF samarbetade och startade Hangö-Sandhamn kappseglingen som fungerade som en inledande tävling till Gotland Runt.
HSF arrangerade bland annat VM för finnjollar 1967, VM för 505 år 1972, EM för Snipe 1974 och FM i optimistjolle 1975. I samband med Finn Gold Cup 1967 lät Hangö stad bygga jolleplanen vid klubbhuset med sina sjösättningsramper. 1969 fick planen en asfaltbeläggning.
Svenska Kryssarklubben gästade Hangö med en eskader på 45 båtar den 15 juli 1961 och 1970 gästade de HSF på nytt, nu med 90 båtar. 
1980 skaffade HSF ett område på 2,5 hektar i Hitis. 1982 fick HSF byggnadslov för bastu och byggandet inleddes med talko arbete. I 
början på sommaren 2012, invigdes bryggor.  
Antalet medlemmar i föreningen höll sig kring 400 under hela perioden 1955-1981.
På 2000-talet har HSF en fartygsflotta som består av två egna båtar som används för arrangemang av seglingstävlingar: Boj och Startis, två funktionärsbåtar (Terhi och ribb). Det finns även en Snipe, 5 Zoom8-jollar, 1 laser samt 2 optimister i första hand för juniorer. 
HSF:s årliga klubbmästerskap tävlas med Zoom8-jollar inom Östra Hamnens hamnbassäng i samband med flagghalning, som markerar slutet på säsongen.
År 2006 firades HSF:s 100-årsjubileum högtidligen och för jubileet gav föreningen ut en skrift som fick namnet  "Hangö som seglarcentrum" 1906-2006 skriven och redigerad av Henry M. Ericsson.